# RADIO CONNECTION
RADIO CONNECTION（ラジオ コネクション）は、NACK5で放送されているラジオ番組。パーソナリティはM-chin。愛称は「ラヂコネ」。

## 放送時間（日本時間）・パーソナリティ
金曜日20:30～21:00　M-chin

## 番組コーナー

### ラヂコネ・ミーティング
あるテーマにちなんだメールをリスナーが送るコーナー。大賞になると、サインつきのステッカーなどをプレゼントされる。

### ラヂコネ・ミーティングテーマ
- はめ込み選手権　　ある曲のテーマに合うようにしてはめ込む。
- 食べ合わせ選手権　　ある食べ物のテーマで、「ある食べ物と何かを合わせるとおいしい」という組み合わせを送る。
- スプリングハニカミ拝啓M-chin様　　告白したい、されたいことをM-chinに送る。
- ザ・タイトル　　ある映画のCMの曲に何かをはめ込む「はめ込み選手権」みたいな企画。
- 1ダース作文　　　自分の気持ちやシチュレーション（実際に起こったこと）を12文字で送る。
- ダジャレ選手権　　ダジャレを募集する。

＊時々、ふつおただけ読む「ふつおたド・ドーンナイト」をやることもある。

### ふつおた（普通のお便りの略）
ラヂコネ・ミーティング以外お便りを送る。読まれたらレギュラーステッカーが貰えるが、その時に5通目になるとプレミアステッカーが貰える。

## タイムテーブル
- 20:30　オープニング
- 20:35　ラヂコネ・ミーティング
- 20:45　ふつおた
- 20:50　バースデーソング
- 20:55　エンディング
- 20:58　終了

## プレミアステッカー
レギュラーステッカーを5枚獲得すると、プレミアステッカーがプレゼントされる。
ステッカー獲得枚数は、ラジオネーム毎にスタッフが集計しているらしい。

## トイレ標語カレンダー
2007年10月から2007年12月までで、ふつおたやラヂコネ・ミーティングにメール（カレンダーをすでに持っている人は、レギュラーステッカー）を送ると、カレンダー1冊貰える。